# Léon Mulle
Leon Mulle (Rollegem-Kapelle 26 juni 1796 - Ieper 3 februari 1884) was lid van het Nationaal Congres

## Levensloop
Mulle promoveerde in 1822 aan de universiteit van Gent tot licentiaat in de rechten, met een dissertatie onder de titel De legetima ascendentium, secundum jus hodiernum .... Hij werd onmiddellijk advocaat in Ieper. Hij werd er ook plaatsvervangend rechter. Van 1830 tot 1836 was hij gemeenteraadslid in Ieper.
Hoewel niets er op wijst dat hij zeer prominent was in de stad, werd hij door de Ieperlingen verkozen voor het Nationaal Congres. Hij ging door voor een gematigde liberaal. Hij deed één tussenkomst in openbare zitting om te pleiten dat de senaatszetel die aan Veurne werd gegeven, alternatief ook voor Ieper moest beschikbaar zijn. Zijn amendement werd verworpen. 
Wat het stemmen betreft koos hij als volgt: voor de onafhankelijkheidsverklaring, voor de eeuwigdurende uitsluiting van de Nassaus, voor de hertog van Leuchtenberg, voor Surlet de Chokier als regent, voor Leopold van Saksen Coburg en voor de aanvaarding van het Verdrag der XVIII artikelen. Behalve de uitzondering Leuchtenberg stemde hij dus telkens zoals de meerderheid van de Congresleden.
Leon Mulle had broers: Pierre-Jean Mulle (1783-1868) was notaris in Sint-Eloois-Winkel, Charles-Louis Mulle (1792-1855) was schepen in Hulste en Jean-Baptiste Mulle was plaatsvervangend rechter in Kortrijk. Emile Mulle (1798-1886) die in 1843 in de adel werd bevestigd en vanaf 1870 'de ter Schuren' aan zijn naam mocht toevoegen, is ongetwijfeld ook van dezelfde familie.